# Wauneta
Le village de Wauneta est situé dans le comté de Chase, dans l’État du Nebraska, aux États-Unis. Sa population s’élevait à 577 habitants lors du recensement de 2010, estimée à 568 habitants en 2016.

## Source
- (en) Cet article est partiellement ou en totalité issu de l’article de Wikipédia en anglais intitulé « Wauneta, Nebraska » (voir la liste des auteurs).